# Northwest Airlines

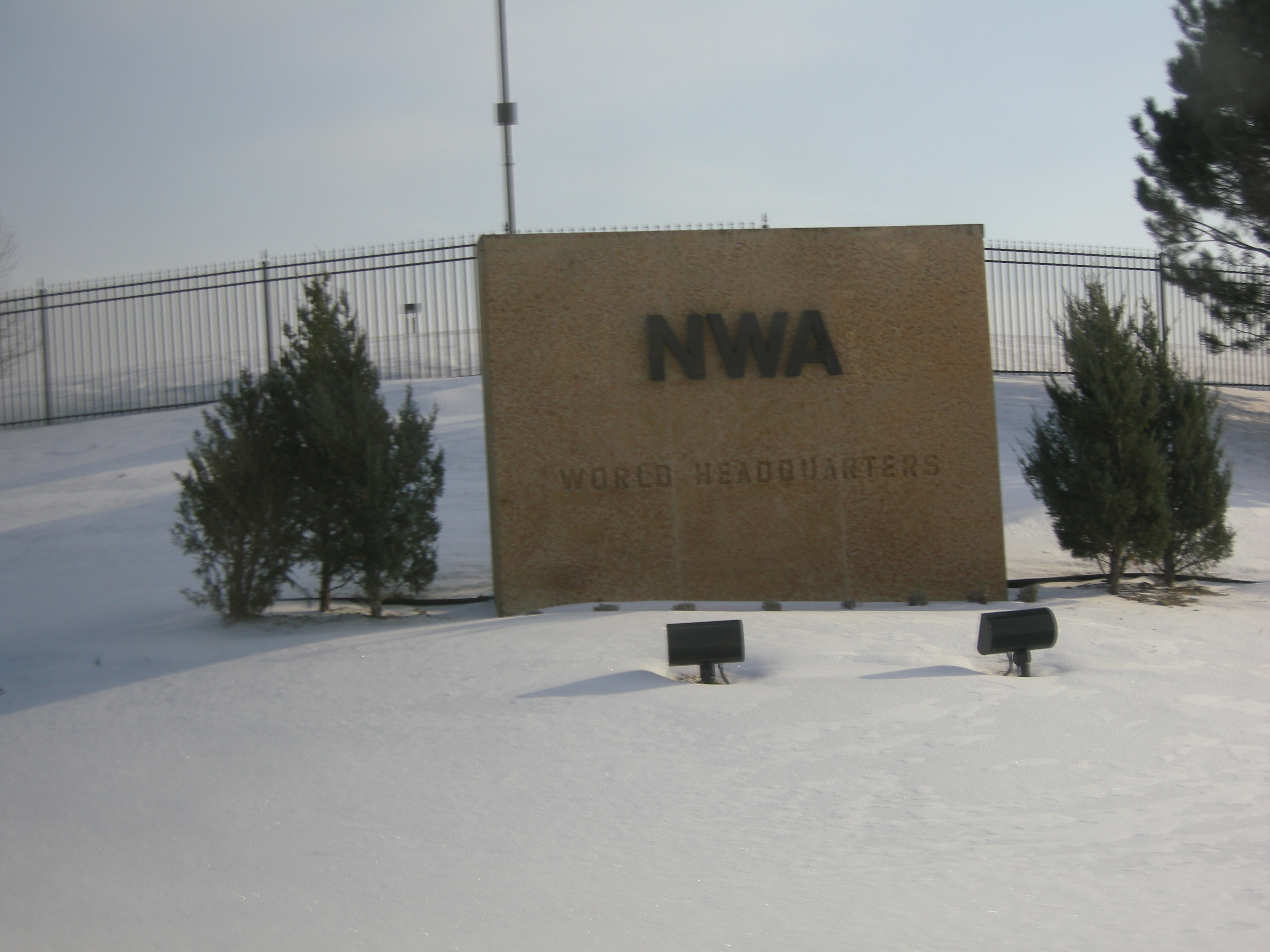
Northwest Airlines Building

Northwest Airlines, Inc. (thường viết tắt NWA), là một công ty con 100% sở hữu của Delta Air Lines, Inc., là một hãng hàng không lớn của Hoa Kỳ có trụ sở ở Eagan, Minnesota, gần Sân bay Minneapolis-St. Paul Hoa Kỳ. Northwest có 3 trung tâm hoạt động ở Mỹ là: Sân bay hạt Detroit Metropolitan Wayne, Sân bay quốc tế Minneapolis-Saint Paul, và Sân bay quốc tế Memphis. Northwest cũng hoạt động từ một trung tâm ở châu Á tại Sân bay quốc tế Narita gần Tokyo và cũng có các chuyến bay xuyên lục địa hợp tác với hãng đối tác KLM từ Sân bay Amsterdam Schiphol tại Amsterdam, Hà Lan. Ngoài ra, hãng còn hoạt động tại điểm đến quan trọng tại Sân bay quốc tế Seattle-Tacoma.
Đến thời điểm năm 2006, Northwest là hãng hàng không lớn thứ 6 thế giới về lượng khách-cây số nội địa và quốc tế bay theo lịch trình, xếp hạng sáu ở Hoa Kỳ về tiêu chí này. Hãng này vận chuyển khách vượt Thái Bình Dương nhiều hơn bất kỳ hãng hàng không nào của Mỹ (5,1 triệu lượt) năm 2004) và vận chuyển nhiều hàng hoá nội địa hơn bất cứ hãng hàng không vận chuyển hành khách nào khác của Mỹ. Đây là hãng hàng không kết hợp duy nhất của Mỹ (vừa vận chuyển hành khách và hàng hoá) sử dụng máy bay Boeing 747..
Bắt đầu từ ngày 1 tháng 6 năm 2009, hãng này sẽ cung cấp dịch vụ bay vận chuyển hành khách nối Việt Nam và Hoa Kỳ theo lộ trình Sân bay quốc tế Tân Sơn Nhất - trung chuyển ở Sân bay quốc tế Narita - Sân bay quốc tế Los Angeles đi đến các thành phố khác Hoa Kỳ.

## Đội tàu bay của Northwest Airlines

### Đội tàu bay đang sử dụng
*Hạng nhất dành cho phần lớn các tuyến bay nội địa. Hạng thương gia thế giới dành cho các tuyến bay xuyên Đại Tây Dương và xuyên Thái Bình Dương.